# TVアニメ『君のことが大大大大大好きな100人の彼女』第2期 イメージソングアルバム ”恋太郎ファミリー歌謡祭”
『恋太郎ファミリー歌謡祭』（れんたろうファミリーかようさい）は、2025年3月19日にLantisから発売された、テレビアニメ『君のことが大大大大大好きな100人の彼女』内のヒロイン達である「恋太郎ファミリー」のキャラクターソングアルバム。

## 概要
本アニメ第19話「カラオケ・クライシス」でヒロイン達が歌唱した挿入歌を収録したアルバム。
今までのキャラソンでは、本作の主人公である恋太郎について歌った曲が多かったが、本アルバム収録曲は各ヒロインの特徴や趣味を中心とした楽曲で構成されている。
第19話で使用された音源はアフレコ現場で録音されたものであり、本アルバムに収録されている音源とは異なっている。
なお同話挿入歌である、岬なこの「スイートサイン」のカバーは未収録となっている。
ジャケットイラストはキャラクターデザイン担当の矢野茜の描き下ろし。

## 収録曲
| #         | タイトル                     | 作詞                   | 作曲       | 編曲       | 歌唱                      | 時間  |
| --------- | ---------------------------- | ---------------------- | ---------- | ---------- | ------------------------- | ----- |
| 1.        | 「Love Love 妄想パレード」   | 万登香, 中村力斗       | 宮澤樹生   | 宮澤樹生   | 花園羽香里(CV.本渡楓)     | 3:47  |
| 2.        | 「Daybreak embers」          | Mitsu, 中村力斗        | 石垣遼真   | 石垣遼真   | 院田唐音(CV.富田美憂)     | 4:12  |
| 3.        | 「ずっと、ぎゅっと」         | Mitsu, 中村力斗        | 大岩航     | 大岩航     | 好本 静(CV.長縄まりあ)    | 4:59  |
| 4.        | 「星彩予報」                 | ミズノゲンキ, 中村力斗 | eba        | eba        | 栄逢凪乃(CV.瀬戸麻沙美)   | 3:09  |
| 5.        | 「ペン太郎の大！大！大冒険」 | ふじのマナミ, 中村力斗 | 大岩航     | 大岩航     | 薬膳楠莉(CV.朝井彩加)     | 3:16  |
| 6.        | 「drowning in deep love」    | Manami, 中村力斗       | 錦織孝宏   | 錦織孝宏   | 花園羽々里(CV.上坂すみれ) | 3:21  |
| 7.        | 「HANGREED!!」               | ミズノゲンキ, 中村力斗 | 宮澤樹生   | 宮澤樹生   | 原賀胡桃(CV.進藤あまね)   | 3:12  |
| 8.        | 「この出会いに花束を」       | eNu, 中村力斗          | 設楽哲也   | 設楽哲也   | 銘戸芽衣(CV.三森すずこ)   | 3:57  |
| 9.        | 「最高最強splash」           | eNu, 中村力斗          | 馬渕直純   | 馬渕直純   | 須藤 育(CV.高橋李依)      | 4:10  |
| 10.       | 「Get Ready With Me」        | ふじのマナミ           | eba        | eba        | 美杉美々美(CV.Lynn)       | 3:46  |
| 11.       | 「Secret Romance」           | ミズノゲンキ           | 長谷川智樹 | 長谷川智樹 | 華暮愛々(CV.高尾奏音)     | 2:44  |
| 合計時間: | 合計時間:                    | 合計時間:              | 合計時間:  | 合計時間:  | 合計時間:                 | 40:33 |